# براين كوكس (فيزيائي)
برايان إدوارد كوكس (بالإنجليزية: Brian Cox)‏ هو فيزيائي إنكليزي وأستاذ فيزياء الجسيمات في كلية الفيزياء والفلك بجامعة مانشستر ومعروف للجمهور كمقدم برامج علمية وخاصة برنامجه التعليمي سلسلة العجائب بالإضافة للكتب العلمية التي ألفها حيث شارك بتأليف أكثر من 250 منشور علمي، وتم وصفه على أنه خليفة للبرامج العليمية لقناة بي بي سي من قبل ديفيد أتنبورغ وباترك مور، عمل مع فرقتي روك كعازف أورغ خلال مسيرته العملية.

## السيرة الذاتية
وُلِدَ كوكس في آذار عام 1968 في أولد هام وعاش لاحقًا بالقرب من شاديرتون عام 1971، كان والداه يعملان في بنك حيث عملت أمه كمحاسبه وأبيه مدير لنفس الفرع.
التحق بمدرسة أولدهام عام 1979 حتى عام 1986 وقد ذكر في العديد من المقابلات التي أجراها وفي إحدى حلقات برنامج عجائب الكون أن كتاب كوسمس للكاتب كارل ساغان هو العامل الرئيسي في إلهامه ليصبحح عالم فيزيائي.

## الموسيقى
في الفترة مابين 1980 وبداية التسعينات عمل كوكس كعازف أورغ مع أحد فرق الروك الّتي تدعى دار والتي أنتجت معه ألبومان غنائيان ومن ثم انضم إلى فرقة آخرى.

## التعليم العالي
درس كوكس الفيزياء في جامعة مانشستر وحصل على شهادة البكالوريوس بمرتبة شرف وكان ذلك خلال عمله كموسيقي وبعد أن ترك العمل مع الفرقة الموسيقية حصل على شهادة دكتوراه في فيزياء الجسيمات عالية الطاقة من جامعة مانشستر.

## الحياة المهنية
كان كوكس عضو في مجموعة فيزياء الطاقة في جامعة مانشستر وعمل على تجربة أتلس في جنيف في سويسرا.
شارك كوكس في تأليف العديد من الكتب في الفيزياء بمافي ذلك كتاب (لماذا الطاقة = الكتلة×مربع السرعة) وكتاب (الكون الكمي) وأشرف على العديد من طلاب الدكتوراه.
ظهر كوكس في العديد من البرامج التعليمية على قناة بي بي سي بمافيها (ظل أينشتاين) والمسلسل التعليمي (تجربة سته بليون دولار) و(ماخطأ الجاذبية الأرضية) و(ماهو الوقت) و(هل يمكننا صناعة نجم على كوكب الأرض).
وقد قدم سلسلة (عجائب النظام الشمسي) المكون من خمسة أجزاء في أوائل عام 2010 وبعد سلسلة (عجائب الكون) التي بدأت في 6 آذار 2011.
قدم كوكس ثلاثة أجزاء من سلسلة تلفزيونية شرح فيه المساهمة التي قدمها العلماء البريطانيين خلال 350 سنة الآخيرة والعلاقة مابين العلم وإدراك الناس له كما أوكلت إليه بي بي سي برنامج فلكي شارك في تقديمه دار أوبريين.
منذ تشرين الثاني عام 2009 شارك كوكس في تقديم برنامج (مجلة العالم المضحك) واستضاف في ببرنامجه عدد من الكوميديين والعلماء كما هر كوكس في برنامج الدروس العشر لإنشتاين وظهر لمرات عدة في برنامج تيد وتحدث حول فيزياء الجسيمات وفي عام 2009 ظهر في مجلة (الناس الأكثر إثارة) شارك مع فرقة (سمفونية العلوم) وي فرقة عملت على نشر وتقديم العلم بطربقة غنائية للناس .
في 6 آذار 2011 ظهر كوكس كضيف في الذكرى ال700 لبطولة باتيكمور وقال أنه من اشد المعجبين بالبرنامج وأن هذا البرنامج ألهمه ليصبح فيزيائيًا.
كان كوكس المستشار العلمي لفيلم الخيال العلمي (شعاع الشمس). قدّم تعليقًا صوتيًا وناقش الدقة العلمية وعدم الدقة العلمية في الفيلم كما ظهر في قناة ديسكفري عام 2013 وقدم سللة آخرى من (عجائب الحياة).
في 14 تشرين الثاني عام 2013 بثت قناة بي بي سي محاضرة قدمها كوكس احتفالًا بالعيد الخمسين للبرنامج التلفزيوني (دكتور هو) وتحدث خلالها عن أسرار السفر عبر الزمن ومن بعدها بثت بي بي سي كل من المسلسل التلفزيوني كون الإنسان وقوة الطبيعة للعالم كوكس.

## الآراء السياسية
أعرب كوكس عن خوفه بشأن انسحاب المملكة المتحدة من الاتحاد الأوروبي قائلًا بأن ذلك «إضعاف لعلاقتنا مع الدول المجاورة» وأن هذا «لا يمكن أن يكون المسار الصحيح».

## الحياة الشخصية
في عام 2003 تزوج كوكس من الأميركية مقدمة البرامج العلمية جينا ميليونتش  ورزقا بابنهما الأول جورج عام 2009 كما رزقت هي بطفلها الثاني لكن من علاقة سابقة وتعيش العائلة حاليًا في لندن والجدير بالذكر هو رفض كوكس الإشارة إليه كملحد.

## الجوائز والتكريم
تلقى كوكس العديد من الجوائز لجهوده في نشر العلم وفي عام 2002 اُنْتُخِب زميلًا دوليًا لنادي المستكشفين وفي عام 2006 حصل على جائزة اللورد كلفن للجمعية البريطانية لهذا العمل.
كان المتحدث الرئيسي في مهرجان العلوم الإسترالية عام 2006 وفي عام 2010 فازبجائزة معهد كلفن للفيزياء في توصيل حب الفيزياء للجمهور.
تم تعيينه مسؤلًا عن وسام الإمبراطورية البريطانية في عيد ميلاد الملكة لعام 2010 وفاز بجائزة أفضل مقدم برامج وأفضل برنامج علوم طبيعي من جمعية التلفزيون الملكي لبرنامجه عجائب الكون.
كما تم اختيار مسلسله التعليمي عجائب النظام الشمسي كأفضل سلسلة وثائقية لعلم 2010.
في تموز 2012 حصل كوكس على شهادة الدكتوراه الفخرية في جامعة هدرسفيلد وفي تشرين الأول حصل كوكس على درجة دكتوراه فخرية من الجامعة المفتوحة لمساهمته الاستثنائية في التعليم والثقافة.
في عام 2012 حصل على جائزة مايكل فاراداي لعمله الممتاز في مجال التواص العلمي وانتخب زميلًا للجامعة الملكية عام 2012.

## روابط خارجية
- براين كوكس على موقع IMDb (الإنجليزية)
- براين كوكس على موقع ميوزك برينز (الإنجليزية)
- براين كوكس على موقع ديسكوغز (الإنجليزية)
- براين كوكس على موقع قاعدة بيانات الفيلم (الإنجليزية)